# Легде (Квицебел)
Легде (њем. Legde/Quitzöbel) град је у њемачкој савезној држави Бранденбург. Једно је од 26 општинских средишта округа Пригниц. Према процјени из 2010. у граду је живјело 702 становника. Посједује регионалну шифру (AGS) 12070241.

## Географски и демографски подаци
Легде се налази у савезној држави Бранденбург у округу Пригниц. Град се налази на надморској висини од 24 метра. Површина општине износи 41,4 km². У самом граду је, према процјени из 2010. године, живјело 702 становника. Просјечна густина становништва износи 17 становника/km².